# Marcelo Tupinambá
Marcelo Tupinambá, pseudônimo de Fernando Lobo (Tietê, 29 de maio de 1889 — São Paulo, 4 de julho de 1953), foi um compositor brasileiro. Suas composições foram assinadas também sob outros pseudônimos, como Biograph, Samuel de Maio, XYZ, Hélio Azevedo, L. Azevedo e Pedro Gil.

## Biografia
Era filho do maestro Eduardo Lobo e da professora Maria Rodrigues de Azevedo Lobo e sobrinho do maestro Elias Lobo. Ainda pequeno mudou-se para São Paulo, onde fez o curso primário.
Na cidade de Pouso Alegre preparou-se para ingressar na Escola Politécnica, formando-se em engenharia civil em 1914. Trabalhou como engenheiro mas, sentindo que a sua verdadeira vocação era a música, a ela passou a dedicar-se inteiramente.
No ano de 1914, musicou a revista teatral de Danton Vampré, denominada São Paulo Futuro. Naquele mesmo ano adotou o pseudônimo de Marcelo Tupinambá pois, à época, um "músico não era visto com bons olhos". O uso do pseudônimo foi uma recomendação do diretor da Escola Politécnica.
Inúmeras melodias, muitas das quais foram impressas e gravadas. Marcelo Tupinambá foi autor do Hino Constitucionalista de 1932/MMDC, O Passo do Soldado, para o qual Guilherme de Almeida escreveu depois a letra, com interpretação de Francisco Alves. Antes, para a Revolução de 1930, compusera o hino Redenção, com versos de Paulo Gonçalves.
Foi casado com Irene Menezes Lobo, com quem teve os filhos Cecilia, Helena, Samuel, Cláudio, Eduardo, Thereza e Ignês.
A herma que os tieteenses ergueram em sua homenagem foi inaugurada em 27 de agosto de 1967. O dia 30 de maio foi instituído Dia de Marcelo Tupynambá, pela Lei n° 1 149 de março de 1972.